# Chrośna (wieś)
Chrośna (staropol. Krosno, niem. Krossen) – wieś w Polsce, położona w województwie kujawsko-pomorskim, w powiecie bydgoskim, w gminie Solec Kujawski.

## Podział administracyjny

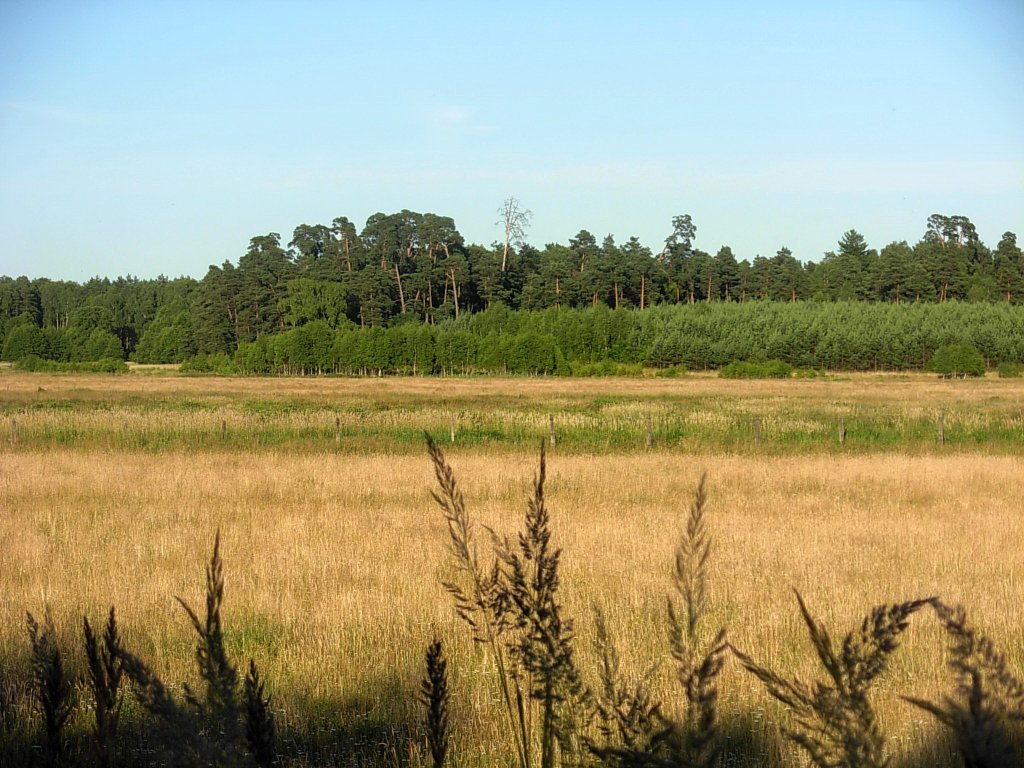
Studzienieckie Łąki koło Chrośny

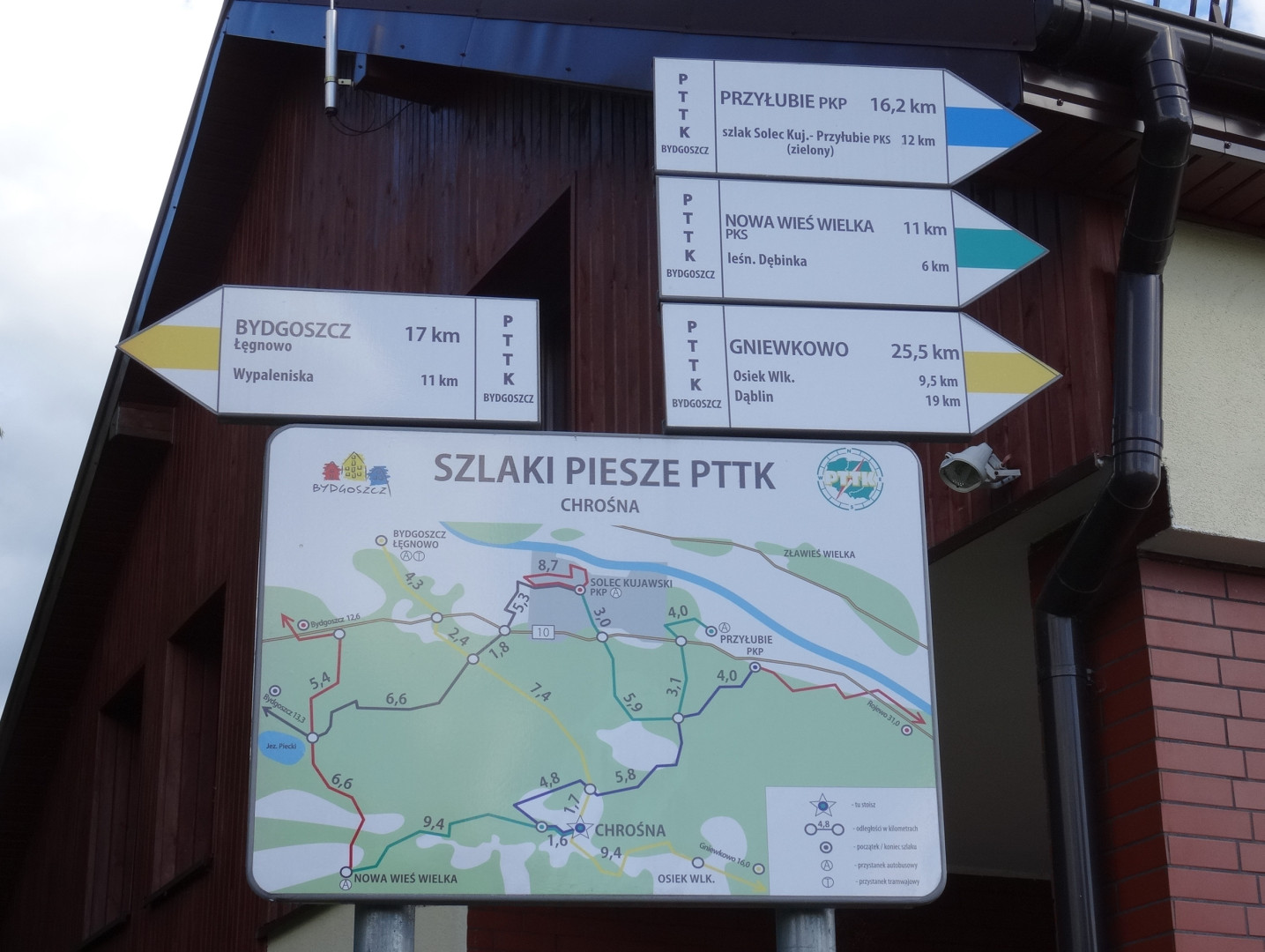
Szlaki PTTK

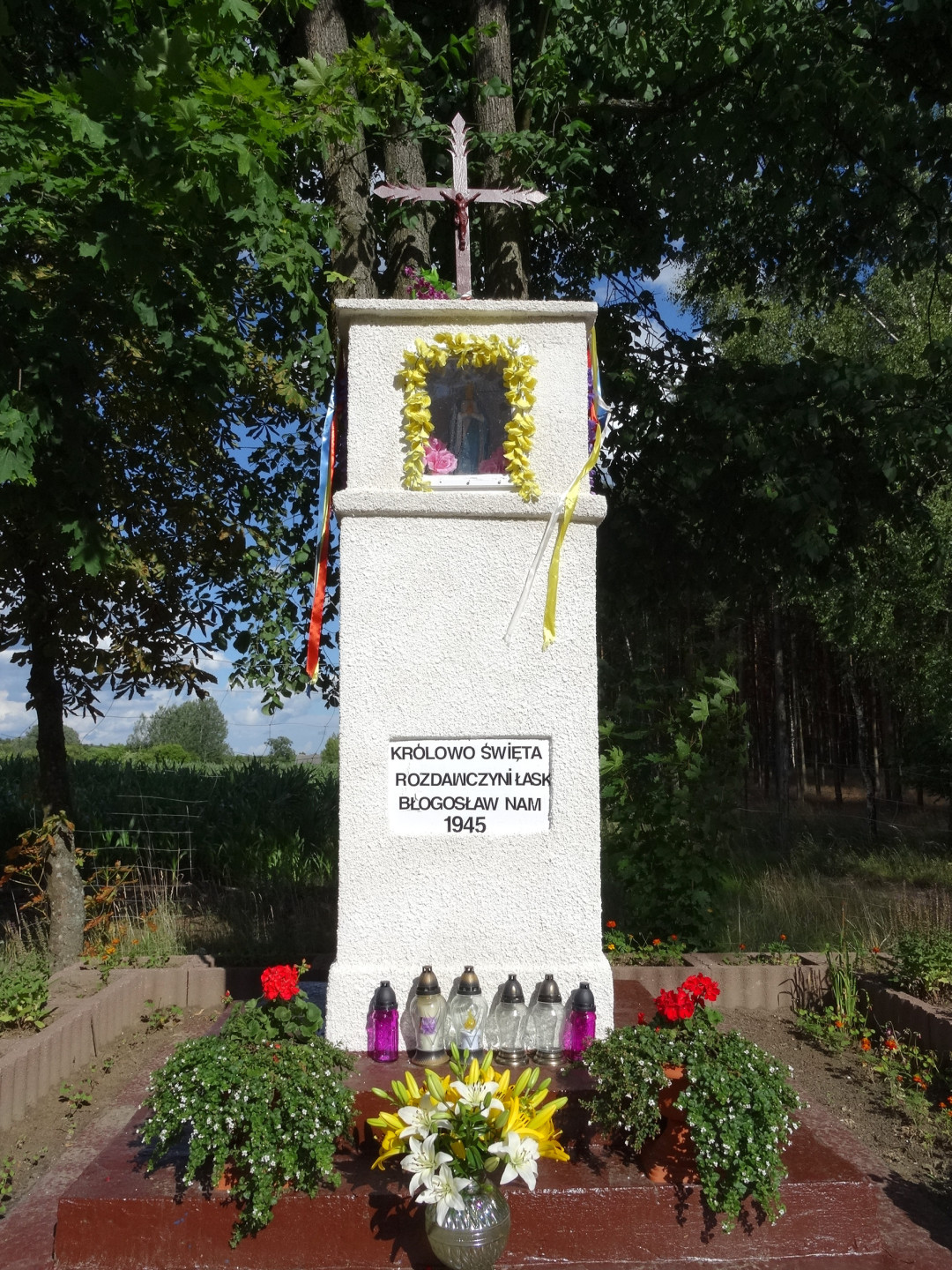
Kapliczka

W latach 1975–1998 miejscowość administracyjnie należała do województwa bydgoskiego. W gminie Solec Kujawski jest też leśniczówka Chrośna.

## Położenie
Chrośna to wieś położona na wielkiej polanie leśnej w środkowej części Puszczy Bydgoskiej. Na zachód od wsi znajdują się tzw. Studzienieckie Łąki, zaś na północy Góra Szwedzka (116 m n.p.m.), będąca najwyższą wydmą śródlądową w Puszczy Bydgoskiej. Duży kompleks wydm parabolicznych otacza także miejscowość od strony południowo-zachodniej. Wieś znajduje się przy tzw. Kępie Chrośnieńskiej (89 m n.p.m.), która stanowi relikt dawnej moreny dennej, częściowo tylko rozmytej przez wody płynące Kotliną Toruńską.

## Charakterystyka
Chrośna ma charakter wsi podmiejskiej w zasięgu oddziaływania aglomeracji Bydgoszczy i Solca Kujawskiego. Atutem miejscowości jest jej położenie w środku dużego kompleksu leśnego. Wieś przecina z północy na południe droga powiatowa z Solca Kujawskiego do Nowej Wsi Wielkiej.

### Szlaki turystyczne
W Chrośnie zbiega się kilka pieszych szlaków turystycznych, które eksplorują ostępy Puszczy Bydgoskiej:
- szlak turystyczny „Puszczański”, wiodący z Bydgoszczy do Gniewkowa
- szlak turystyczny Chrośna – Przyłubie (umożliwia podziwianie Łąk Studzienieckich)
- szlak turystyczny Nowa Wieś Wielka – Przyłubie

## Historia
Pierwsza wzmianka o wsi Chrośna, zwanej po staropolsku Krosno pochodzi z 1523 roku. W XVI wieku wieś należała do parafii rzymskokatolickiej w Liszkowie. Wieś miała obszar 2 łanów, a jej właścicielem był Franciszek Żelechnicki. W XVII wieku wieś należała do starostwa bydgoskiego. Brak jej w lustracji starostwa z 1661 roku, co mogło być skutkiem jej wyludnienia jeszcze przed potopem szwedzkim, zniszczeń wojennych albo chwilowego oderwania od starostwa. Wieś odnotowano ponownie w 1681 roku, jako należącą do starostwa. Mieszkali tu tzw. smolarze, trudniący się wyrobem produktów drzewnych: smoły, potażu, węgla drzewnego itp. W inwentarzu wójtostwa i starostwa bydgoskiego z 1753 roku odnotowano, że wieś 6 września 1745 została odkupiona od podczaszego koronnego Kazimierza Józefa Dąbskiego i jest wsią dziedziczną. Mieszkało tu wówczas na 5 włókach dwóch gospodarzy: Joachim Radacz (Radatz) i Jan Wicki.
Spis miejscowości rejencji bydgoskiej z 1833 r. podaje, że w folwarku Chrośna mieszkało 83 osób (67 ewangelików, 16 katolików) w 6 domach. Według opisu Jana Nepomucena Bobrowicza z 1846 r. Chrośna z folwarkiem była wsią rządową należącą do domeny bydgoskiej. Kolejny spis z 1860 r. podaje, że wieś Krossno liczyła 97 mieszkańców (90 ewangelików, 7 katolików) w 11 domach. Najbliższa szkoła elementarna znajdowała się w Dąbrowie Małej. Miejscowość należała do parafii katolickiej w Solcu i ewangelickiej w Rojewie. Właścicielami wsi byli: Postkalt i Remus z Solca.
Słownik geograficzny Królestwa Polskiego dla roku 1884 podaje, że w Chrośnie mieszkało 122 osób (114 ewangelików, 8 katolików) w 13 domostwach. We wsi znajdował się folwark, cegielnia, zaś poczta w Osieku Wielkim odległym o 7 km.
Spis ludności z 30 września 1921 wykazał, że wieś Chrośna wchodząca w skład powiatu bydgoskiego liczyła 319 mieszkańców, w tym 5 Polaków i 314 Niemców, którzy zamieszkiwali 53 domy. Była to obok Dąbrowy Wielkiej i Małej wieś o największym udziale Niemców w powiecie bydgoskim.
Do 1934 r. Chrośna była gminą wiejską o powierzchni 382 ha, wchodzącą w skład wójtostwa w Solcu Kujawskim. We wsi istniało 38 gospodarstw należących do mniejszości niemieckiej, które obejmowały łącznie 93% powierzchni wsi. Po reformie administracyjnej z 1934 r. Chrośna była gromadą wchodzącą w skład gminy Solec Kujawski i obejmowała wsie: Chrośnę i Dąbrowy Małe. We wsi istniała jednoklasowa szkoła I stopnia, prawdopodobnie polsko-niemiecka.
W czasie okupacji niemieckiej utworzono gminę Nowa Wieś Wielka, która weszła w skład powiatu bydgoskiego, rejencji bydgoskiej i okręgu Gdańsk-Prusy Zachodnie. W jej skład weszły wyłączone z gminy Solec Kujawski wsie: Chrośna, Dąbrowy Wielkie, Dobromierz, Leszyce, Łażyn i Nowa Wieś Wielka. W 1941 r. miejscowość liczyła 288 mieszkańców. Od sierpnia 1945 r., po rozwiązaniu gminy Nowa Wieś Wielka, miejscowość powróciła do gminy Solec Kujawski jako gromada wiejska. W skład gromady wchodziły wsie: Chrośna i Dąbrowy Małe, natomiast leśnictwo Chrośna wchodziło w skład gromady Kabat.
Po II wojnie światowej gospodarstwa poniemieckie zajęli Polacy, którzy przybyli z głębi kraju oraz z kresów wschodnich. W 1948 roku gromada wiejska Chrośna posiadała powierzchnię 506 ha i zaludnienie 360 osób. We wsi istniała jednoklasowa szkoła powszechna w budynku gminnym. Obsadę stanowił jeden nauczyciel. W 1951 roku w szkole uczyło się 28 dzieci. W miejscowości założono również punkt biblioteczny.
W latach 1947–1953 w dyskusjach na temat nowego podziału administracyjnego prowadzonych między starostwem bydgoskim a samorządami, przedstawiciele wsi opowiadali się za przywróceniem gminy Nowa Wieś Wielka i włączeniem do niej wsi Chrośna. Reforma administracyjna z 25 września 1954 nie uwzględniła jednak woli mieszkańców, gdyż miejscowość włączono do powiatu inowrocławskiego do nowo utworzonej gromady Rojewice. W kolejnych latach dokonano jednak korekt przynależności terytorialnej, których beneficjentem była m.in. Chrośna. W 1957 roku pod administrację Gromadzkiej Rady Narodowej w Nowej Wsi Wielkiej przeszły Łąki Studzieniecke koło Chrośnej, a 15 grudnia 1958 wieś wyłączono z gromady Rojewice i wcielono do gromady Solec Kujawski w powiecie bydgoskim. W czasie kolejnej reformy administracyjnej w 1973 r. planowano przyłączenie wsi do gminy Nowa Wieś Wielka, ale wobec sprzeciwu mieszkańców wieś pozostawiono w gminie Solec Kujawski. W latach 70. we wsi zlikwidowano szkołę, zaś dzieci skierowano do tzw. zbiorczej szkoły gminnej w Solcu Kujawskim.

## Statystyka
Poniżej podano wybrane informacje statystyczne dotyczące wsi Chrośna na podstawie Banku Danych Lokalnych GUS.
W 1998 r. w Chrośnej mieszkało 114 osób, w tym 61 mężczyzn i 53 kobiety. Narodowy Spis Powszechny 2002 wykazał, że we wsi mieszkało 135 osób w 38 gospodarstwach domowych. 16% populacji posiadało wykształcenie wyższe lub średnie. We wsi znajdowało się 28 budynków ze 35 mieszkaniami. Dwie trzecie mieszkań pochodziło sprzed 1945 roku, zaś 4 wzniesiono w latach 1989–2002.
Narodowy Spis Powszechny 2011 odnotował 163 mieszkańców Chrośnej. W 2013 r. działalność gospodarczą prowadziło 21 podmiotów, w tym 19 osób fizycznych i 1 spółka handlowa. Dominowały mikroprzedsiębiorstwa (zatrudnienie: 0–9 osób).
W latach 2008–2013 oddano do użytku 9 mieszkań – wszystkie w budownictwie indywidualnym. Stanowiło to ⅓ nowych mieszkań wzniesionych w tym czasie na obszarze wiejskim całej gminy Solec Kujawski.